# Taq-e Zafar
Le Taq-e Zafar (en persan : طاق ظفر, en anglais : Arch of Victory) est un arc de triomphe situé face aux jardins de Paghman, en Afghanistan. Le célèbre arc de la victoire commémore l'indépendance afghane (en) après la troisième guerre anglo-afghane en 1919,.

## Historique

### 20esiècle

#### Construction
Le monument est construit après le retour d'Europe du roi Amanullah Khan et de la reine Soraya Tarzi en 1928. Amanullah fait appel à des experts étrangers pour redessiner Kaboul. Un architecte turc conçoit l'arc de la victoire. À cette époque, à l'entrée de Paghman, il crée une porte monumentale de style européen similaire mais plus petite que l'Arc de Triomphe à Paris, en France. Paghman devient une retraite de vacances ainsi que la capitale d'été. Ses larges avenues contiennent des sapins, des peupliers et des noyers qui entourent l'arche, des villas et un terrain de golf. C'est un endroit populaire que les riches et les aristocrates visitent. Les jardins deviennent finalement un endroit populaire pour les touristes locaux et étrangers.

#### Destruction
Pendant la guerre soviéto-afghane dans les années 1980, Paghman est un champ de bataille majeur et souffre des bombardements du gouvernement soutenu par les Soviétiques et des rebelles moudjahidines. La plupart des bâtiments sont détruits et les habitants fuient. Il ne reste que peu de jardins prospères, à l'exception des vestiges de l'arc de style Arc de Triomphe, dont le sommet a été soufflé,.

### Restauration et21esiècle
Après la mise en place de l'administration Karzaï, l'arche subit une restauration qui s'achève en mai 2005. D'autres parties endommagées des anciens jardins sont également reconstruites. L'arc redevient un site touristique populaire, tout particulièrement auprès des habitants de Kaboul. Il y a d'autres développements dans les années 2010. Le parc est également utilisé pour des concours de combats de chiens.

## Conception
L'Arc de la Victoire est en marbre blanc. Le calligraphe afghan Sayed Mohammad Daud al-Hossaini conçoit les inscriptions calligraphiques sur le plafond et les murs de l'arc,.

## Galerie

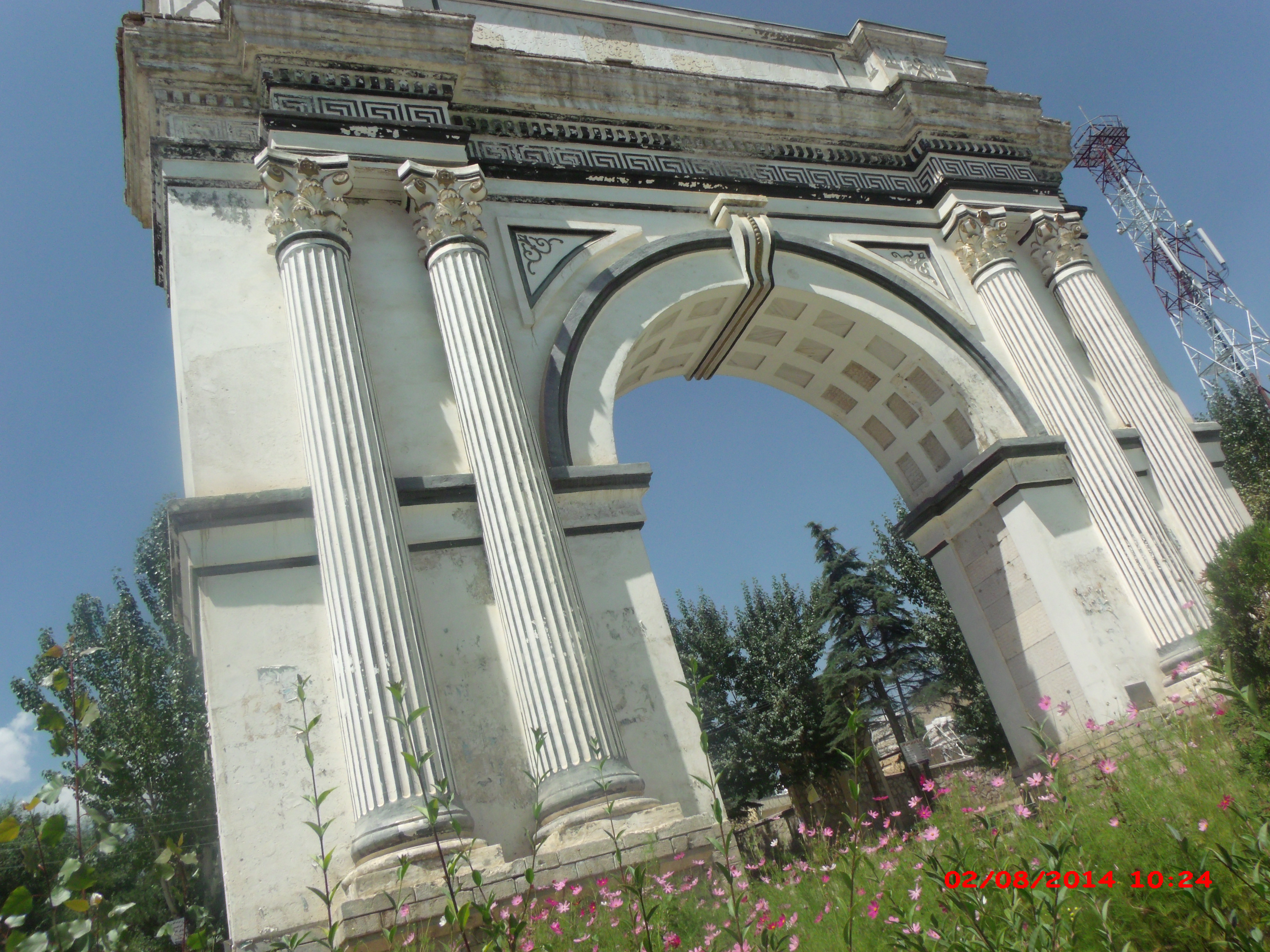
Arc de la Victoire en 2014
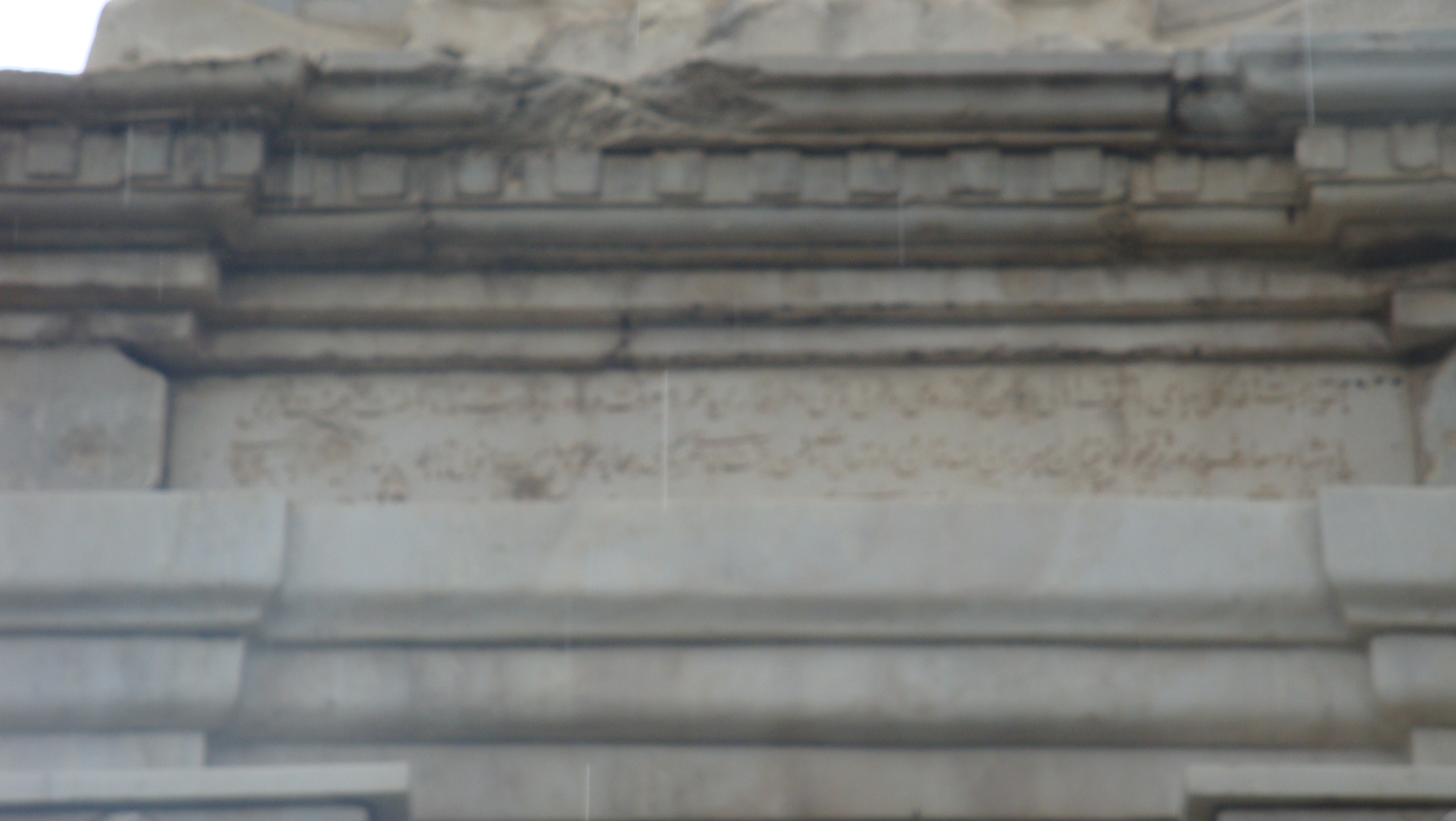
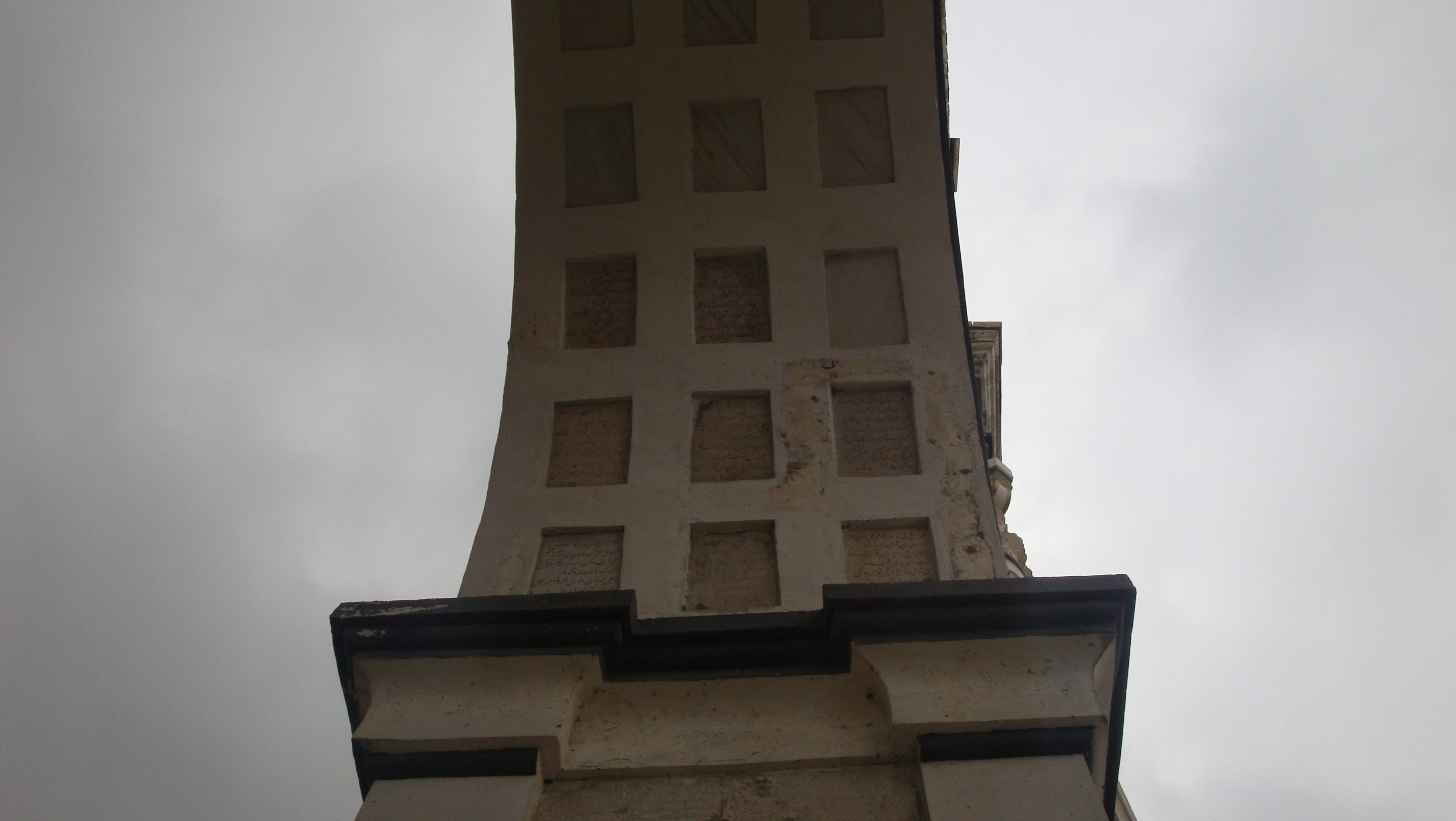
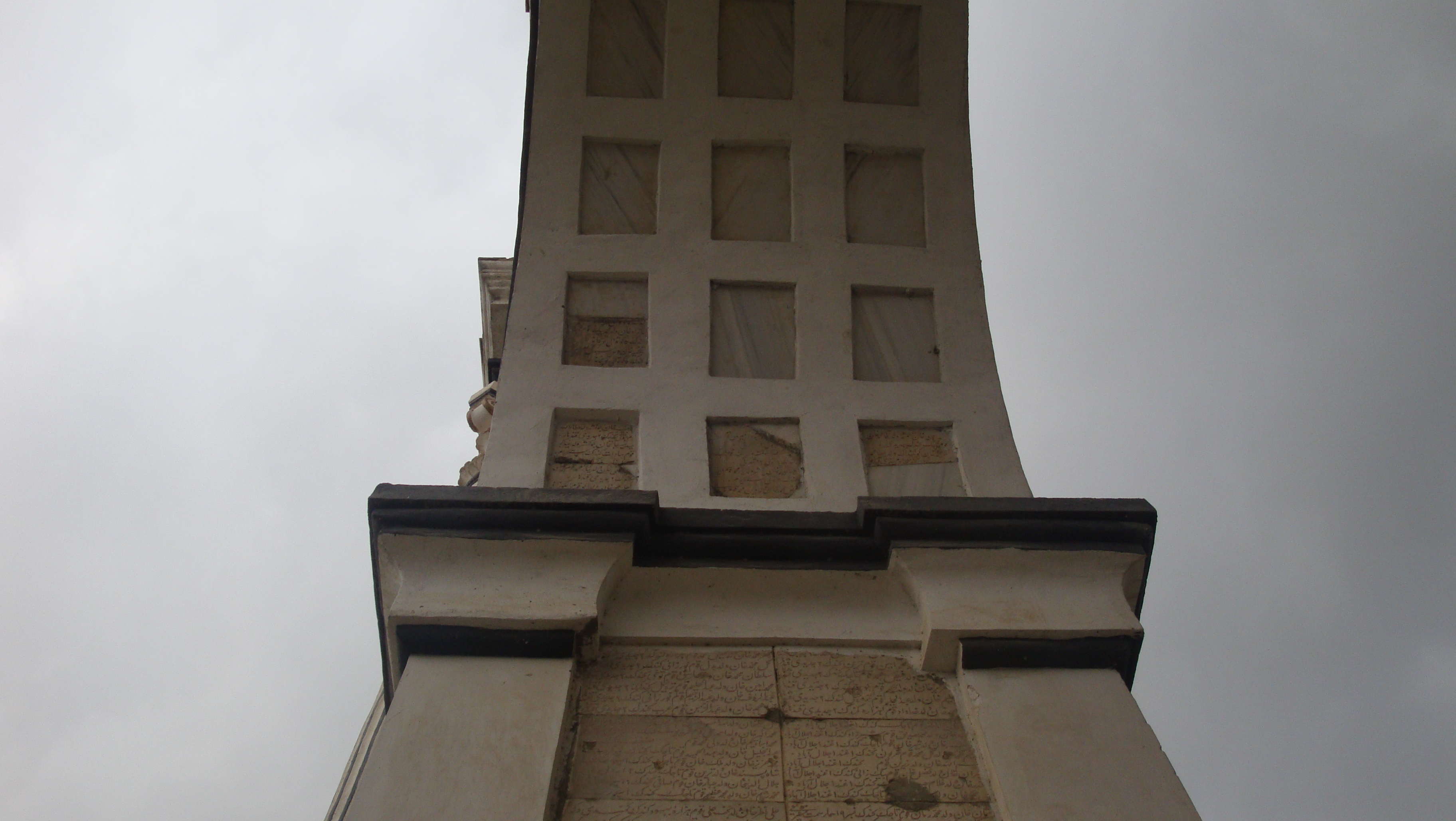
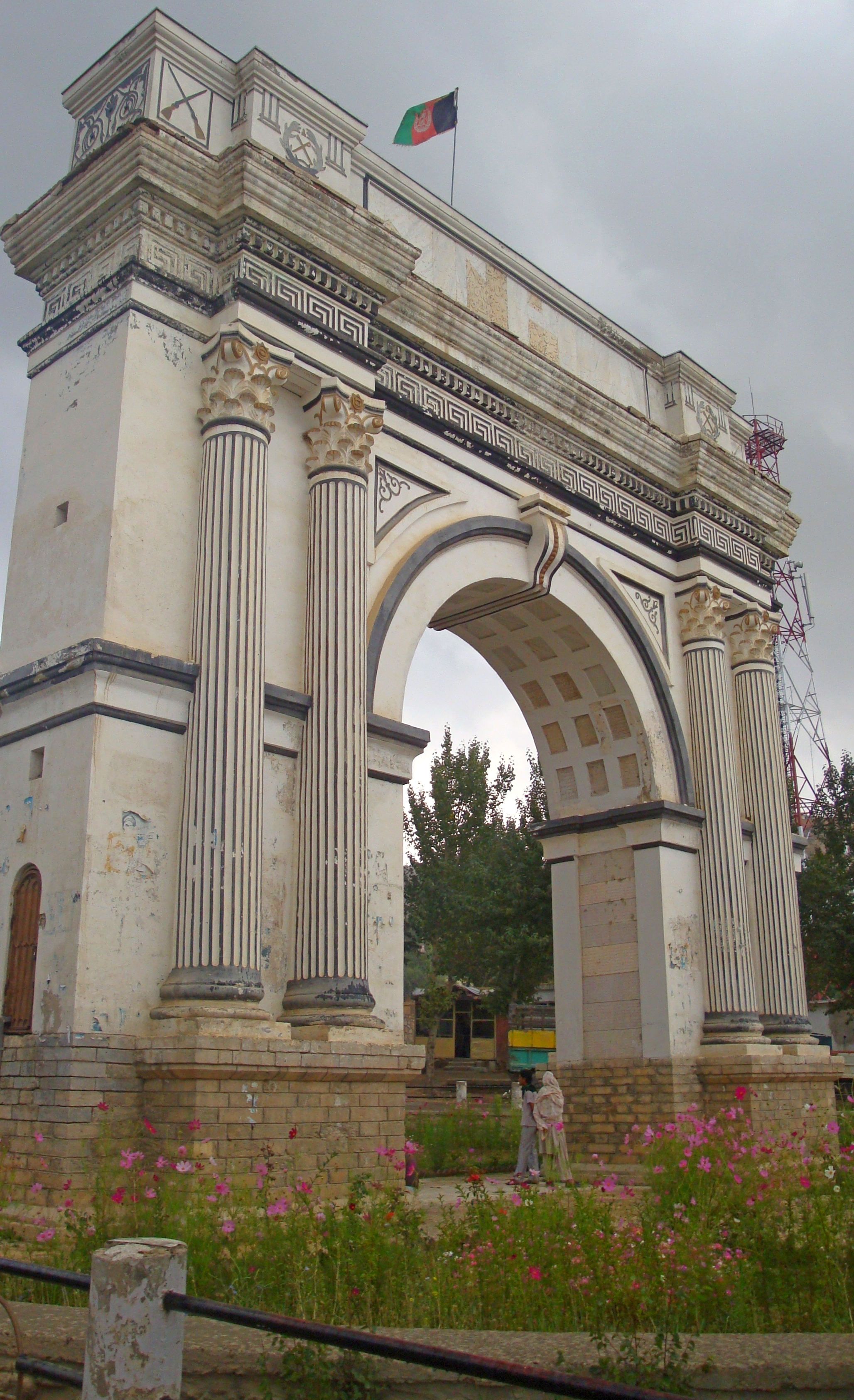
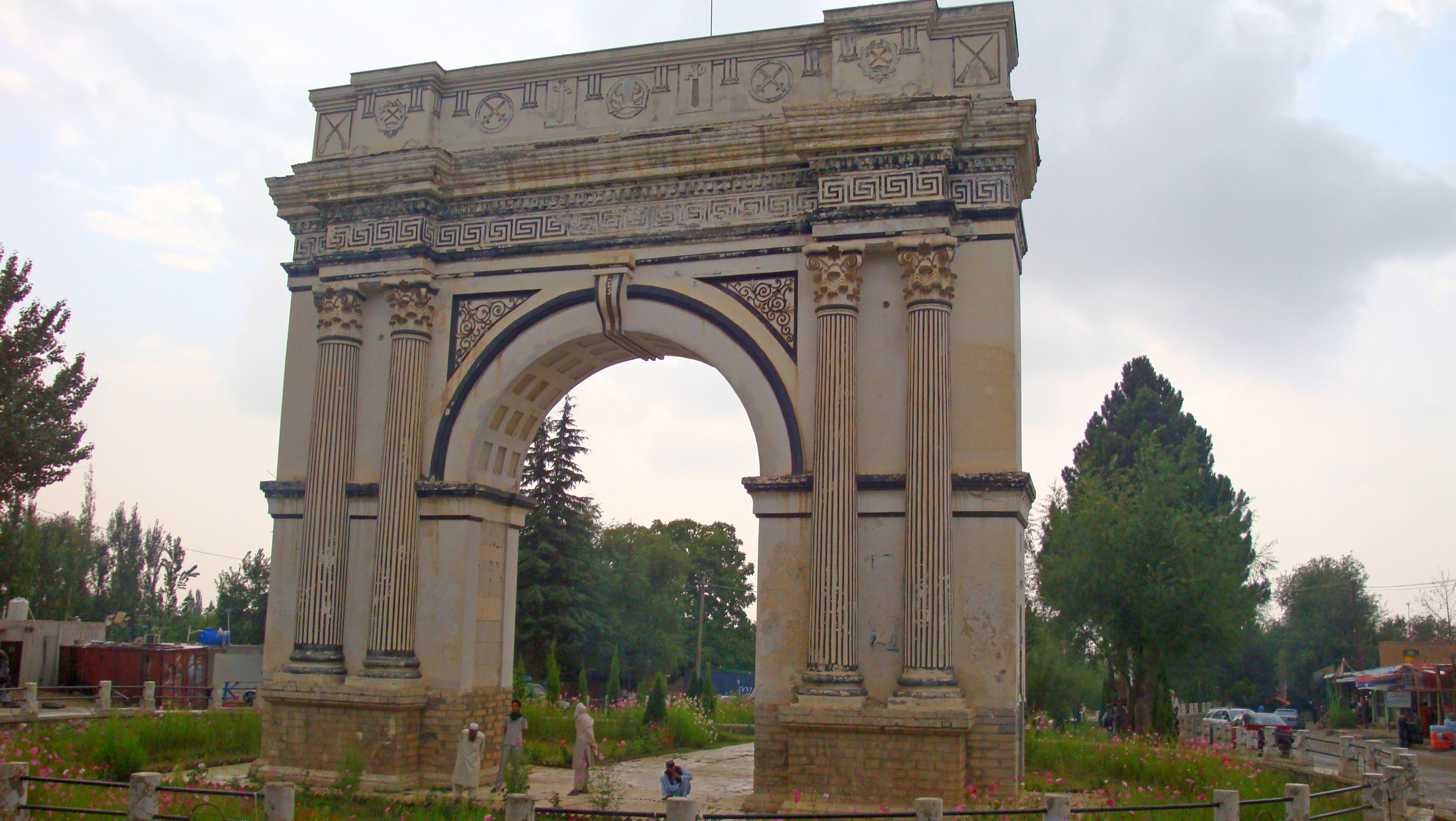
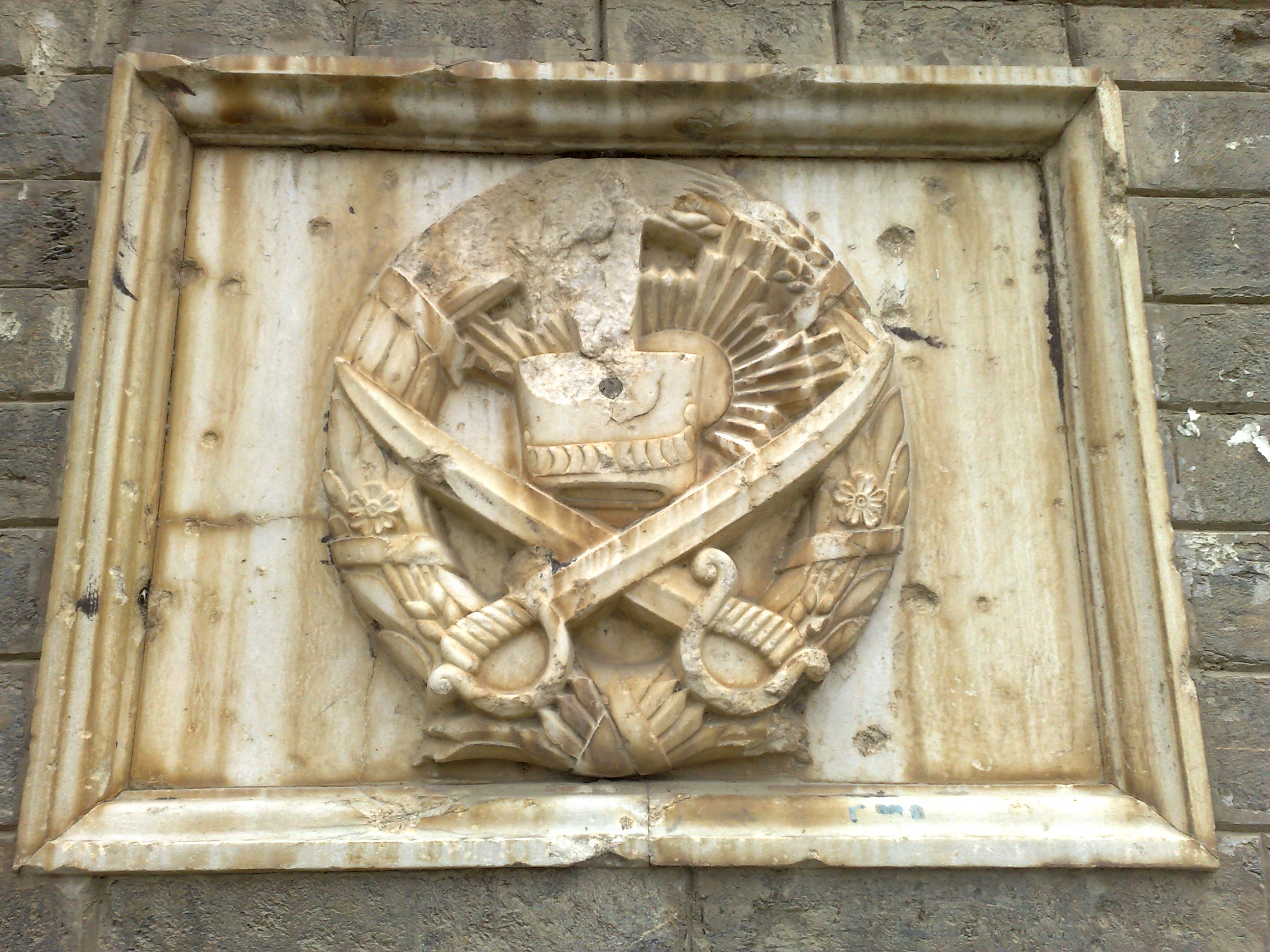
Emblème du roi Amanullah Khan
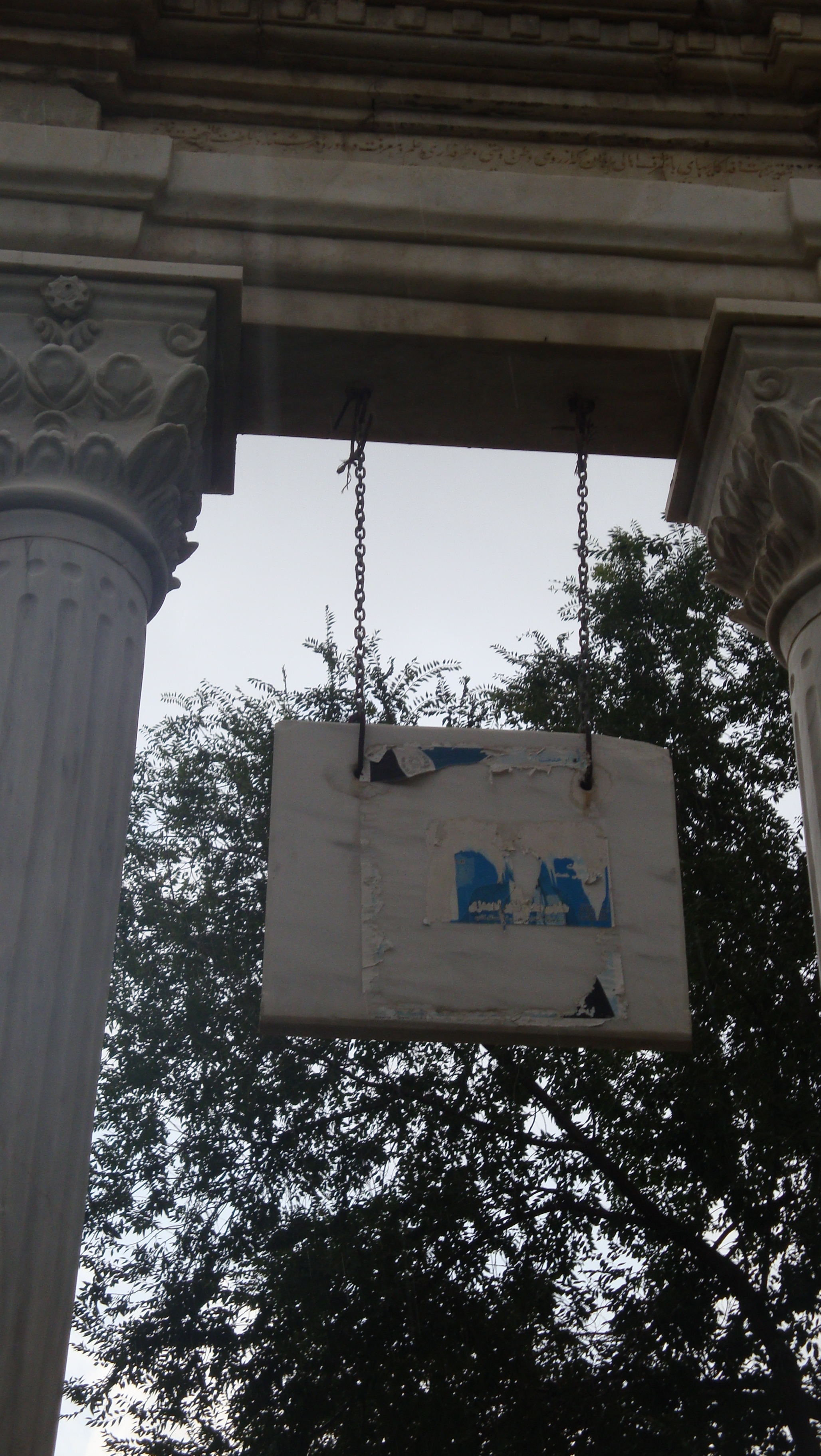
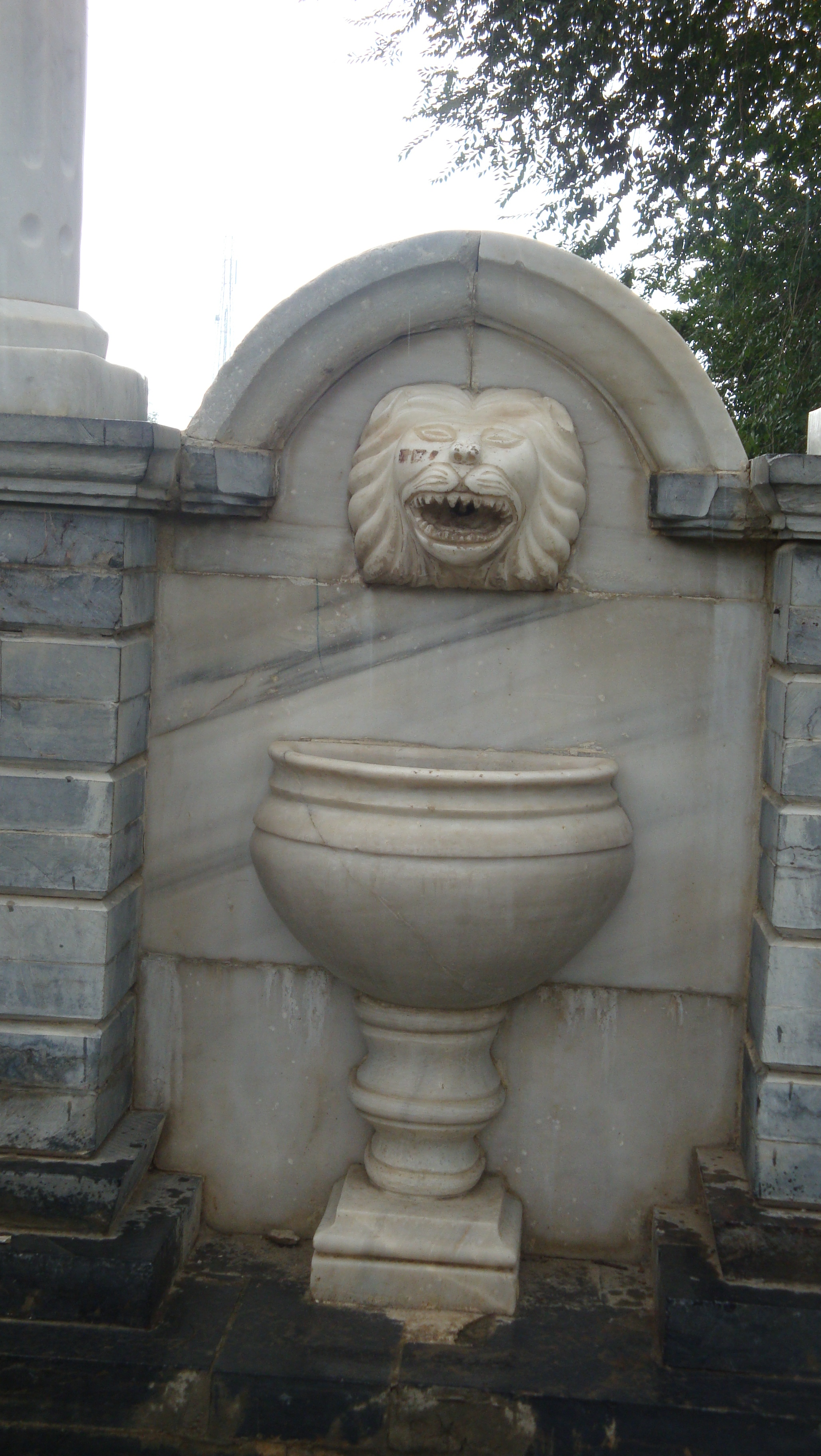
Porte du Lion
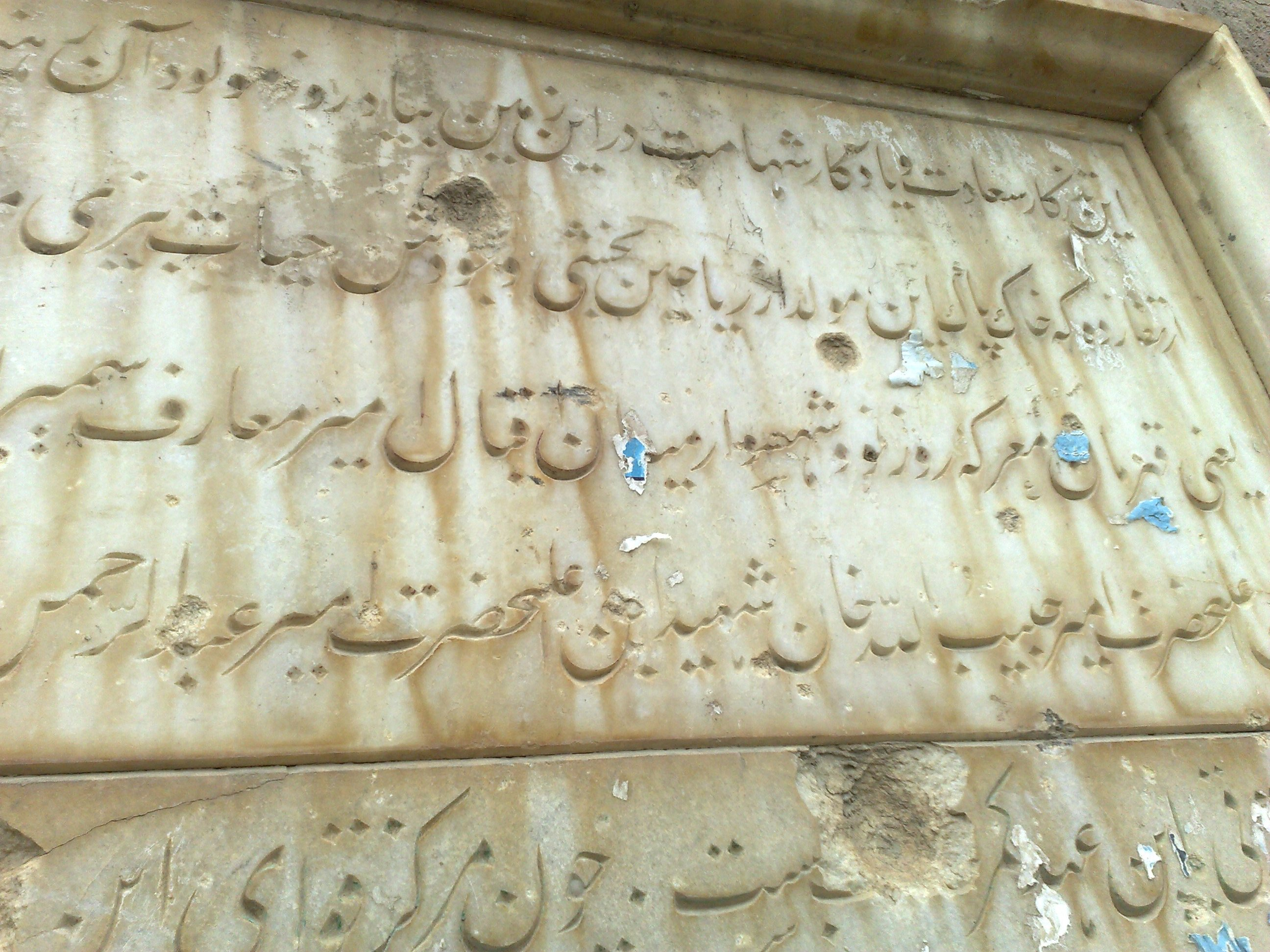
Inscriptions
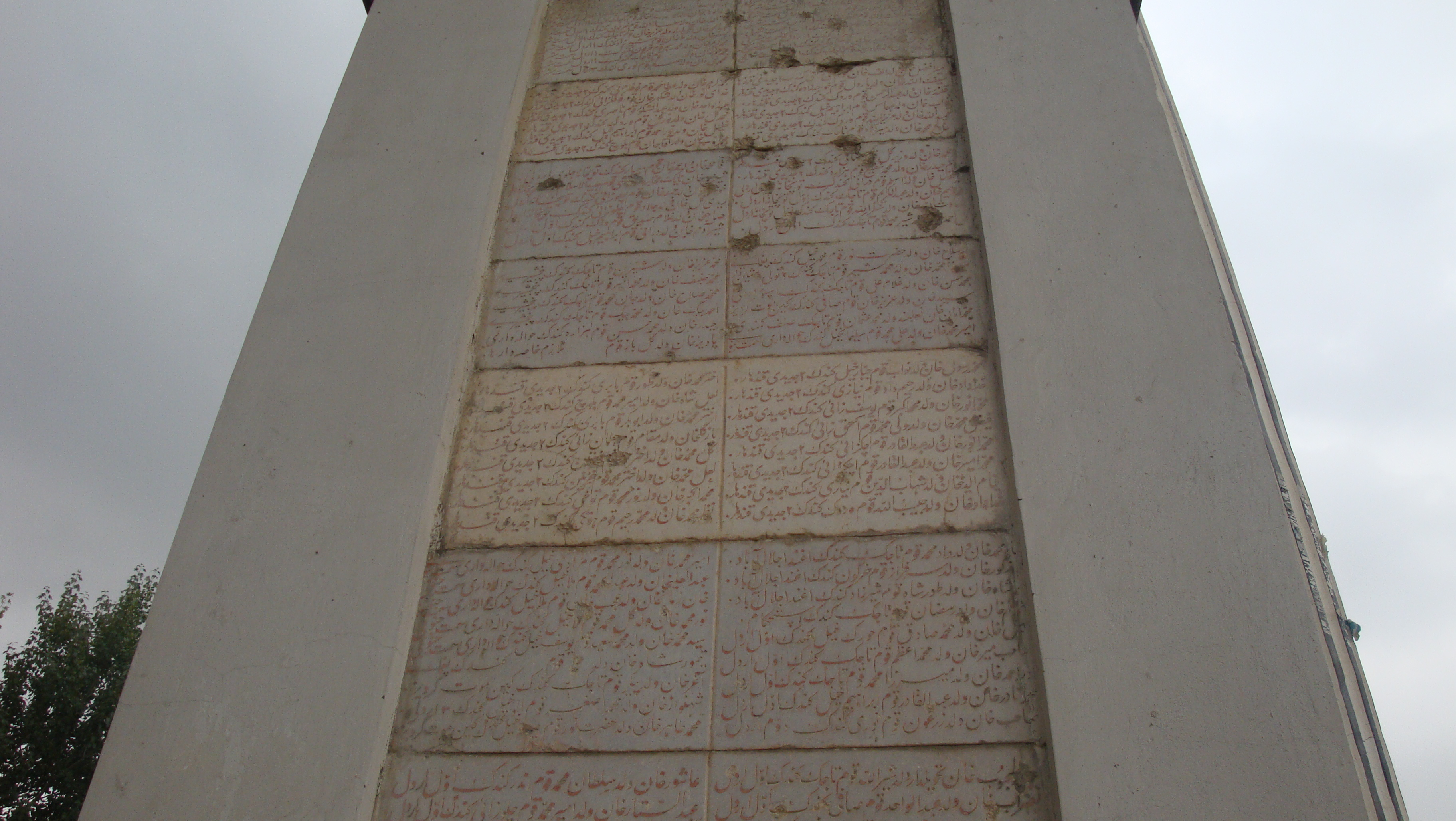
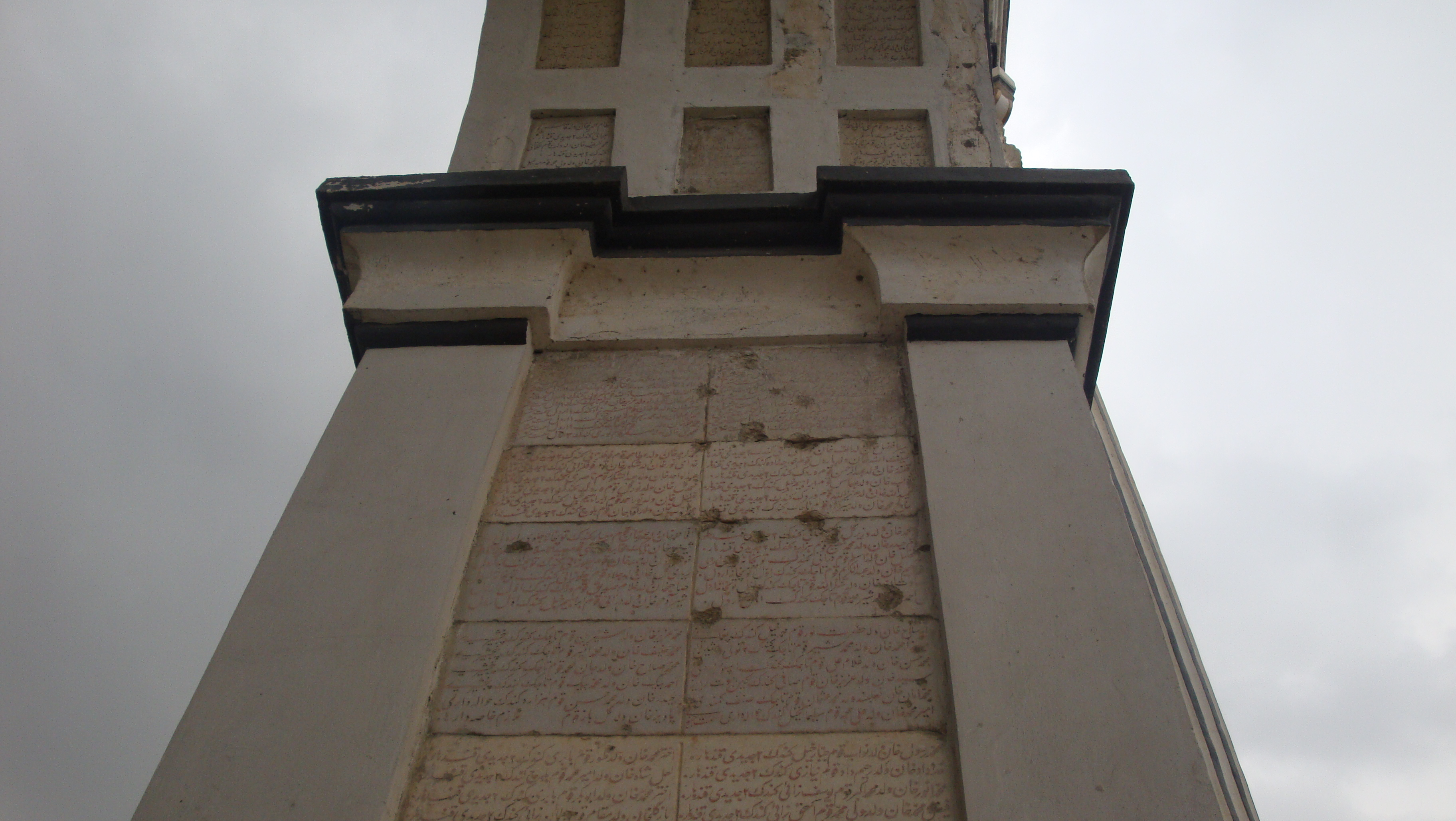
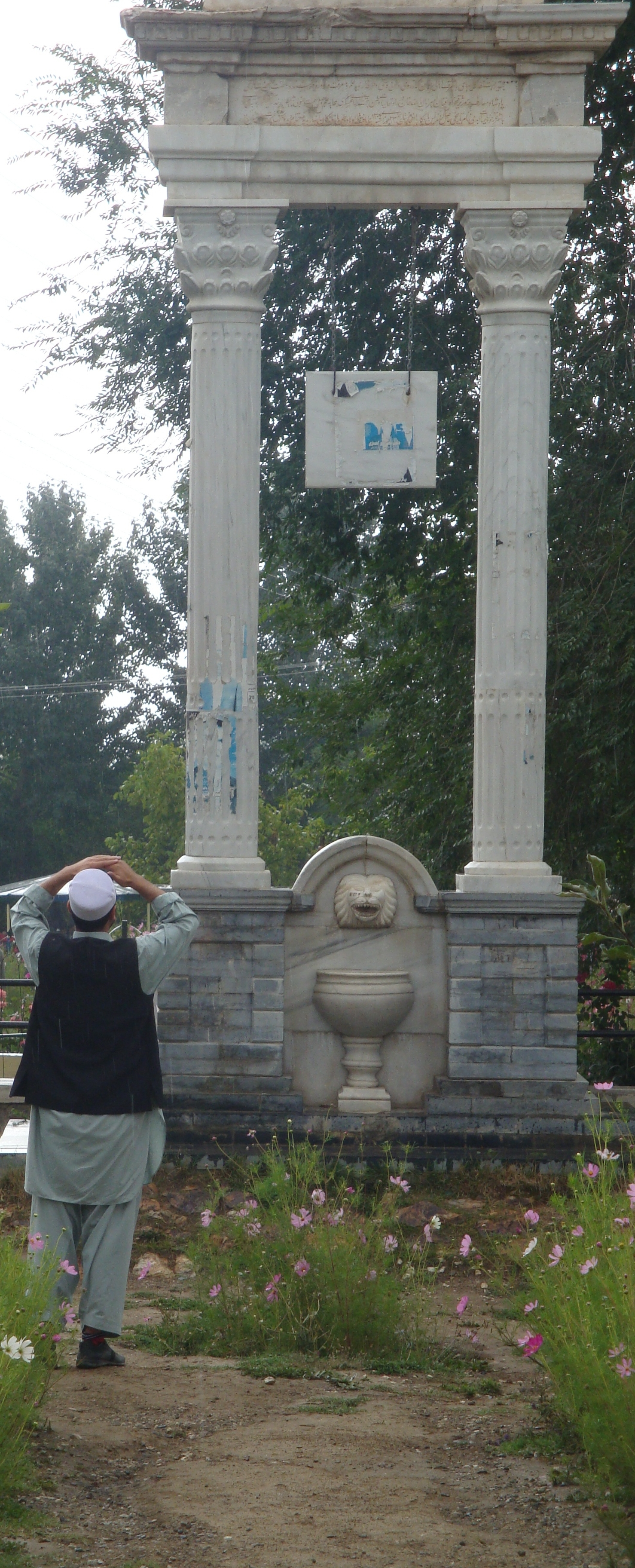
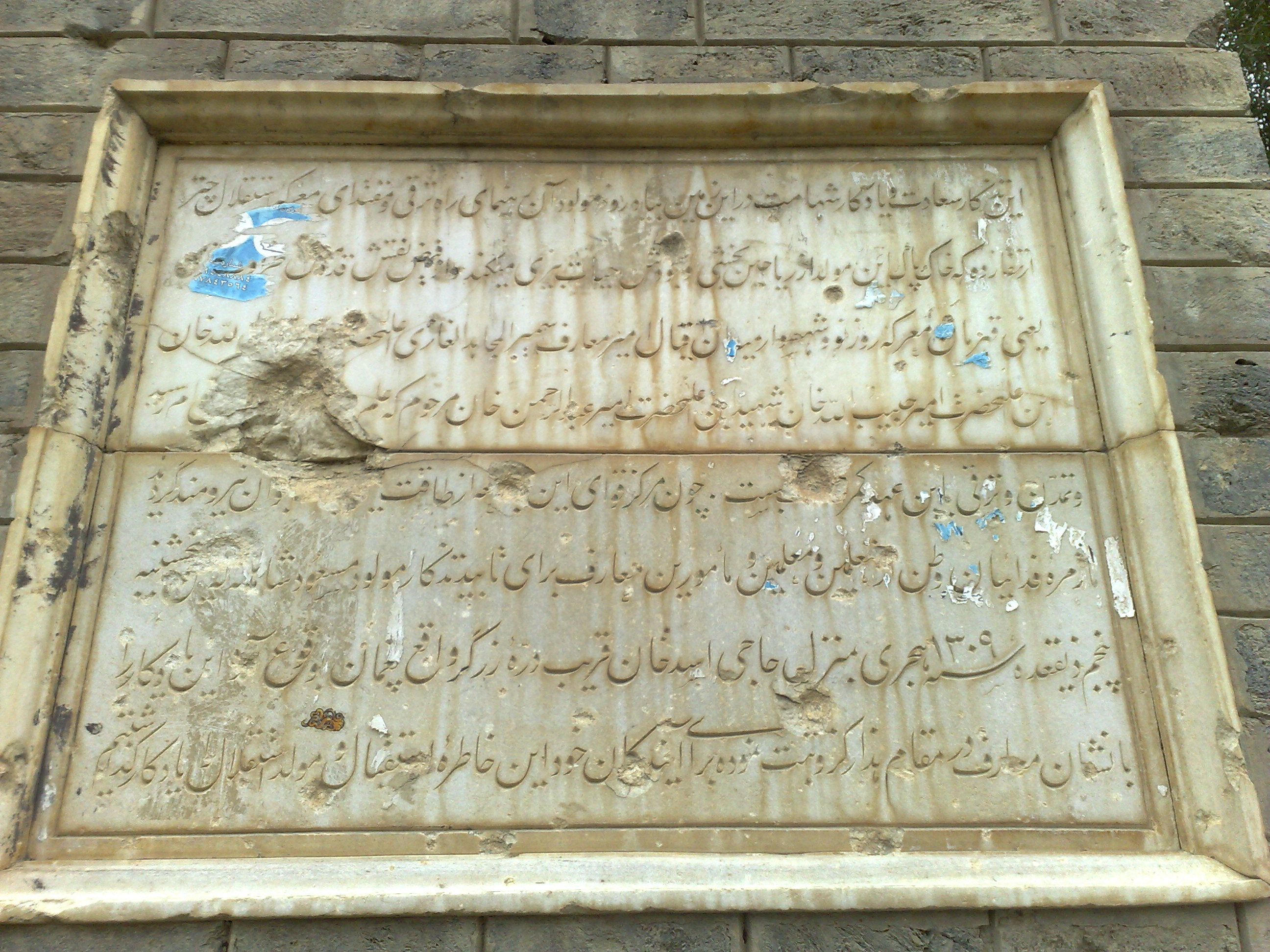